# Andropogon pusillus
Espèce
Synonymes
- Hyparrhenia pusilla (Hook.f.) Stapf[1]
- Sorghum pusillum (Hook.f.) Kuntze[1]

Andropogon pusillus Hook. f. est une espèce de plantes de la famille des Poaceae et du genre Andropogon, endémique de la ligne montagneuse du Cameroun.

## Description
C'est une herbe annuelle rampante et ascendante, d'une hauteur de 15 à 20 cm. Ses feuilles, lancéolees, sont longues de 1-3 cm et larges de 1-3 mm.

## Distribution
Subendémique, assez rare, l'espèce a été observée principalement au Cameroun (Tchabal Mbabo dans l'Adamoua, monts Bamboutos dans l'Ouest, mont Cameroun dans la Région du Sud-Ouest), également au nord-est du Nigeria.